# Batrachuperus taibaiensis
Batrachuperus taibaiensis är en groddjursart som beskrevs av Song, Zeng, Wu, Liu och Fu 200. Batrachuperus taibaiensis ingår i släktet Batrachuperus och familjen Hynobiidae. IUCN kategoriserar arten globalt som otillräckligt studerad. Inga underarter finns listade.